# Големоопашат горбил
Големоопашатите горбили (Pseudotolithus elongatus) са вид актиноптери от семейство Минокопови (Sciaenidae).
Те са незастрашен вид.
Таксонът е описан за пръв път от Томас Едуард Боудич през 1825 година.